# Ruștior, Bistrița-Năsăud
Ruștior, mai demult Ruscior, Sebișul de Jos, Șebișul de Jos (în dialectul săsesc Nedderšt-Sches, în germană Unterschebesch, Niederschebesch, în maghiară Sajósebes, Sajóalsósebes, Alsósebes) este un sat în comuna Șieuț din județul Bistrița-Năsăud, Transilvania, România.

## Istoric
Localitatea a fost întemeiată în secolul XIII de către un grup de olari slavi.

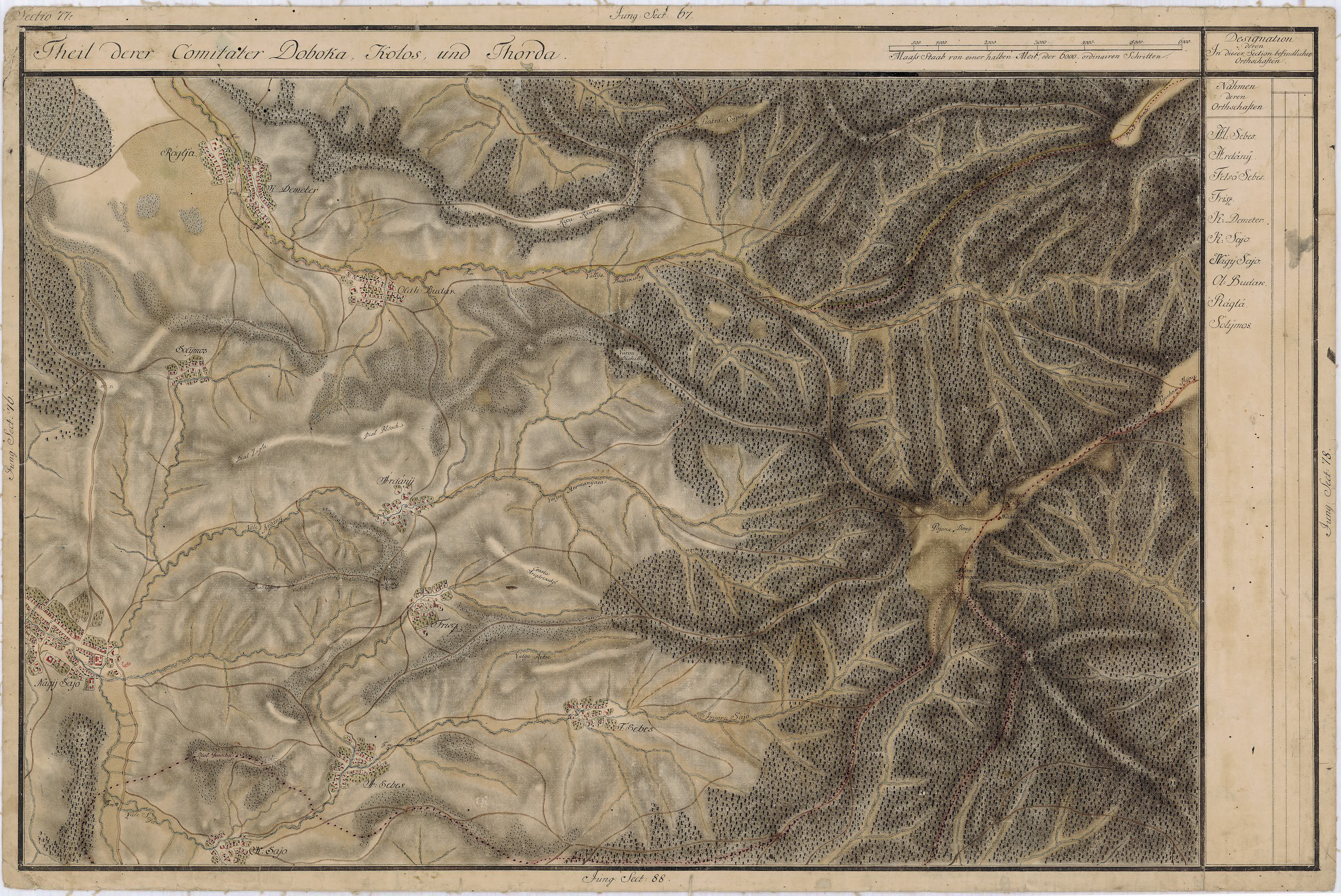
Ruștior în Harta Iosefină a Transilvaniei, 1769-73

## Date economice
Principala ocupație a locuitorilor este agricultura, în special ingrijirea vacilor.Desi in urma cu cativa ani ocupatia de baza era ciobanitul in ultimii ani oameni se axeaza pe cresterea vacilor.Populatia este 99,8% de religie ortodoxa. 

## Tradiții
Localnicii sunt buni păstrători a numeroase tradiții populare.